# Bobby Baldwin
Bobby Baldwin (ur. w Tulsie, 1950r.) – amerykański pokerzysta zawodowy, a także menedżer w kasynach amerykańskich. Najbardziej znany ze zwycięstwa w turnieju głównym podczas World Series of Poker 1978, wygrywając $210,000, przez co stał się najmłodszym triumfatorem tego turnieju (w 1980 zdetronizował go Stu Ungar).
Oprócz tego rok wcześniej zwyciężył w grze $10,000 Deuce to Seven Draw oraz $5,000 Seven Card Stud.
Podczas WSOP w 1979 wygrał swoją czwartą bransoletkę również w turnieju $10,000 Deuce to Seven Draw.
Wszystkie swoje bransoletki zdobył w ciągu trzech lat. Oprócz turnieju głównego w 1978, był na miejscach płatnych także w latach: 1981 (7. miejsce), 1986 (16.), 1987 (21.), 1991 (29.), 1992 (15.), 1994 (24.), oraz w 2009 (352.). jego wygrane w turniejach wyniosły $830,000. W turniejach z cyklu WSOP wygrał $604,900.
W 2003 r. został wpisany do Poker Hall of Fame.

## Bransoletki WSOP
| Rok  | Turniej                                     | Wygrana  |
| ---- | ------------------------------------------- | -------- |
| 1977 | $10,000 Deuce to Seven Draw                 | $80,000  |
| 1977 | $5,000 Seven-Card Stud                      | $44,000  |
| 1978 | $10,000 No Limit Hold'em World Championship | $210,000 |
| 1979 | $10,000 Deuce to Seven Draw                 | $90,000  |